# Arthur Gailly
 (avril 2017).
Pour les articles homonymes, voir Gailly.
Arthur Gailly est un syndicaliste, militant wallon et homme politique belge, né à Wanfercée-Baulet le 20 mars 1892 et mort à Charleroi le 25 juin 1974.

## Biographie
Arthur Gailly, né le 20 mars 1892 à Wanfercée-Baulet, est le fils de François Gailly, houilleur, et de Catherine Degrave. 
Il est d’abord ouvrier dans la sidérurgie et militant syndical.  
Il devient conseiller communal (1921-1934), ensuite échevin (1921-1923, 1933) et enfin bourgmestre socialiste (1923-1926 et 1933-1934) de Mont-sur-Marchienne.  
Il devient ensuite la cheville ouvrière des milieux politiques, syndicaux, mutuellistes de Charleroi. De 1929 à 1960, il participe à tous les mouvements importants de lutte sociale. Il était président de la Fédération des mutualités socialistes et syndicales du bassin de Charleroi. 
Il prend des positions en pointe le 31 juillet 1950 où il harangue la foule au lendemain des événements de Grâce-Berleur et durant la tentative de Gouvernement wallon séparatiste. Il va même jusqu'à réclamer l'indépendance de la Wallonie. Il va ensuite effectuer une courbe rentrante, refuser la venue d’André Renard à Charleroi lors de la Grève générale de l'hiver 1960-1961. Conscient du fait que l'idée wallonne est en passe de l'emporter dans la Fédération générale du travail de Belgique (FGTB), il se concentre alors sur son action sociale. Il a pourtant souvent lutté pour la Wallonie comme dans le journal Le Peuple du 27 juillet au 19 septembre 1935 où il publie une série d'articles intitulés Au pays qui ne veut pas mourir, une expression inspirée par les premiers indices des difficultés économiques en pays wallon avec la fermeture de certaines mines. 

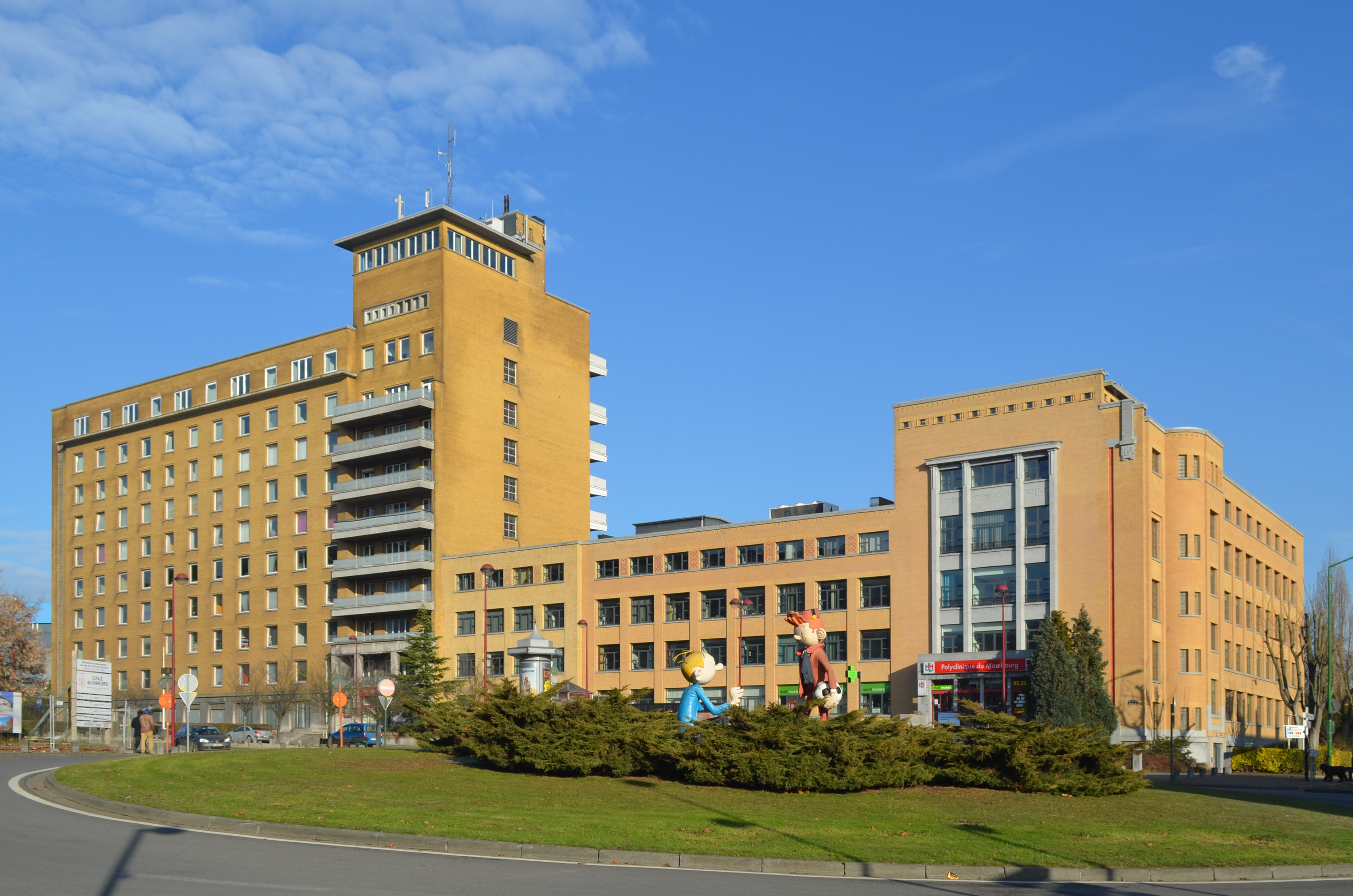
L'institut Arthur Gailly à Charleroi, actuellement polyclinique du Mambourg, portait son nom.

Député de l'Arrondissement administratif de Charleroi de 1936 à 1961, il cumulera cette fonction avec celle de dirigeant de la Fédération des métallurgistes de Charleroi de 1939 à 1965 puis de secrétaire de la FGTB de Charleroi de la Libération de la Belgique à 1965. Il est aussi à la tête du Parti socialiste de Charleroi, pratique qui, après 1945, est rejetée par le renardisme. Comme député il s'opposa à la politique de neutralité adoptée par la Belgique. En 1938, il le dit à la Chambre tout en prenant ses distances par rapport aux militants wallons francophiles, estimant que ce n'est pas le fait de se rapprocher de la France qui sauvera la Wallonie, mais bien le Plan mis au point par Henri de Man. Il est aussi à l'initiative de votes de résolutions des diverses régionales wallonnes de la FGTB dans les années 1950, votes prônant le fédéralisme ou même le confédéralisme comme le dit la motion de la FGTB du Hainaut en 1952.

## Hommages
Une rue a été baptisée « rue Arthur Gailly » à Fleurus et Châtelet. 